# Middle of the Night
Middle Of The Night é uma canção da banda pop britânica The Vamps em colaboração com o DJ dinamarquês Martin Jensen. Foi lançada como o segundo single do terceiro álbum de estúdio da banda, Night & Day, em 28 de abril de 2017 e estará inclusa na primeira parte do álbum, a Night Edition.

## Antecedentes e lançamento
A canção foi gravada entre 2016 e 2017 e seguiu o mesmo estilo do single anterior da banda, "All Night", possuindo influência EDM.
Foi anunciada como single em 21 de abril de 2017 e foi lançada na semana seguinte, no dia 28 de abril de 2017.

### Pistas
Como de costume, The Vamps andou revelando algumas pistas sobre o single, sendo elas:
- Um tweet do guitarrista James McVey incluindo um trecho da letra que diz "I'm choking on the words 'cause I miss you" em 14 de fevereiro de 2017.[2] O mesmo trecho chegou a ser enviado ao Twitter pelo DJ Martin Jensen dois dias antes do anúncio do single.[3]
- Em março, durante um Q&A no Instagram da rádio Sirius XM Hits 1, foi revelado que uma pista para o single era "night".[4]
- O nome da turnê da banda foi anunciado em abril como Middle Of The Night Tour.[5]
- A principal playlist da banda no Spotify teve suas canções alteradas e as iniciais das mesmas formavam a frase "when I call you in the middle of the night".[6] Logo mais, algumas canções foram excluídas e a mensagem era apenas "middle of the night".
- Um vídeo com um trecho do instrumental da canção foi enviado ao facebook e twitter da banda em 20 de abril de 2017. O mesmo vídeo mostrava um céu estrelado/espaço, assim como algumas pistas do single anterior da banda, "All Night", que também teve pistas parecidas, aparentando mostrar que "noite" era realmente o tema da canção.[7]
- Um vídeo contendo uma mulher se comunicando através da BSL, a língua de sinais britânica, foi enviado às redes sociais da banda em 25 de abril de 2017. A mensagem continha um trecho da letra da canção, que foi traduzida como "we were both together but you went away, I'm choking on the words 'cause I miss you babe".[8]

## Lista de faixas
- Download digital - Single[1]

1. Middle of the Night - 2:56

- Download digital - Versão acústica[9]

1. Middle of the Night (Acoustic) - 2:29

- Download digital - Felon remix

1. Middle of the Night (Felon Remix) - 3:09[10]

- Download digital - Steve Void remix[11]

1. Middle of the Night (Steve Void Remix) - 2:57

- Download digital - Versão instrumental no piano[12]

1. Middle of the Night (Piano Version) - 2:49

## Desempenho comercial

### Paradas musicais
| Parada musical (2017)            | Melhor posição |
| -------------------------------- | -------------- |
| Indonésia (Creative Disc)        | 30             |
| Irlanda (IRMA)                   | 82             |
| Nova Zelândia Heatseekers (RMNZ) | 8              |
| Escócia (Scottish Singles Chart) | 8              |
| Reino Unido (UK Singles Chart)   | 44             |